# El ritual dels Musgrave
El Ritual dels Musgrave (anglès: The Adventure of the Musgrave Ritual és un conte breu d'Arthur Conan Doyle, amb el seu detectiu fictici Sherlock Holmes. La història es va publicar originalment a The Strand Magazine al Regne Unit el maig de 1893, i a Harper's Weekly als Estats Units el 13 de maig de 1893. Va ser recollida a Les memòries de Sherlock Holmes.
A diferència de la majoria de les històries de Holmes, el narrador principal no és el doctor Watson, sinó el mateix Sherlock Holmes. Amb Watson proporcionant una introducció, la història dins d'una història és un exemple clàssic d'un conte marc. És un dels primers casos registrats investigats per Holmes i estableix les seves habilitats per resoldre problemes .
L'Aventura del Ritual dels Musgrave comparteix elements amb dos contes d'Edgar Allan Poe: "L'escarabat d'or" i "La bota d'amontillado".
El 1927, Conan Doyle va classificar la història a l'11è lloc de la seva llista de les 12 històries de Holmes. La història va sortir millor en un gràfic de 1959 produït per The Baker Street Journal, que ocupava el sisè lloc de 10.

## Trama
A la història, Holmes li explica a Watson els esdeveniments que van sorgir després de la visita d'un conegut de la universitat, Reginald Musgrave. Musgrave visita Holmes després de la desaparició de dos dels seus empleats domèstics, Rachel Howells, una minyona, i Richard Brunton, el majordom de molt de temps. La parella va desaparèixer després que Musgrave hagués acomiadat Brunton per llegir en secret un document familiar, el Ritual dels Musgrave. El Ritual, que data del segle xvii, és un enigma posat en forma de pregunta/resposta. Es llegeix:
| « | De qui era?' 'El seu qui s'ha anat'. 'Qui el tindrà?' 'El que vindrà'. ('Quin era el mes? El sisè del primer.') 'On era el sol?' 'Sobre l'alzina.' —On era l'ombra? "Sota l'om". 'Com es va trepitjar?' "Al nord en deu i en deu, a l'est en cinc i en cinc, al sud en dos i en dos, a l'oest en un i en un, i així per sota". 'Què donarem per això?' 'Tot això és nostre.' 'Per què l'hem de donar?' "Per la confiança". | » |

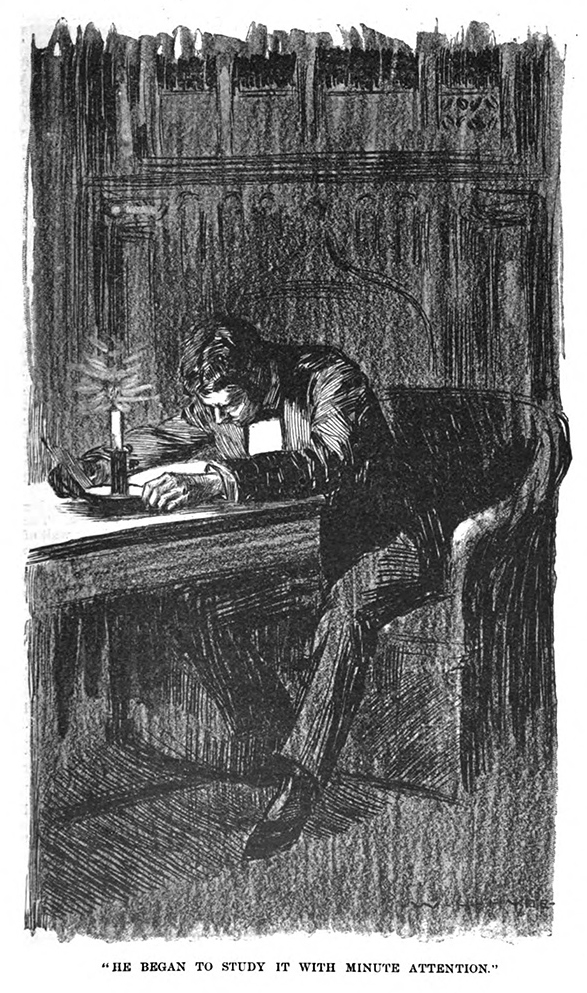
Brunton estudiant el ritual, il·lustració de 1893 de WH Hyde a Harper's Weekly

Musgrave va atrapar Brunton a la biblioteca a les dues del matí. No només havia obert un gabinet i va treure el document en qüestió, sinó que també tenia el que semblava un gràfic o un mapa, que va ficar ràpidament a una butxaca quan va veure que el seu senyor el mirava. Brunton va demanar a Musgrave que no el deshonrés acomiadant-lo, i li va demanar un mes per inventar-se algun motiu per marxar, fent semblar que se n'anava pel seu compte. Musgrave li va concedir una setmana. La història més tard revela que Brunton volia el temps per a una altra cosa.
Uns dies després, Brunton va desaparèixer, deixant enrere la majoria de les seves pertinences. Al seu llit no s'havia dormit. No es va trobar cap rastre d'ell. La minyona, Rachel Howells, que havia estat l'antiga amant de Brunton fins que va trencar el seu compromís amb una altra dona, va tenir un atac histèric quan se li va preguntar sobre el parador de Brunton, i va repetir una vegada i una altra que havia desaparegut. Estava en tal estat que un altre criat va ser destinat a seure amb ella a la nit. Finalment, però, la criada de guàrdia es va assentir una nit i la histèrica Rachel Howells va escapar per una finestra. Les seves petjades van conduir a la vora del riu i van acabar allà. Musgrave va fer dragar el simple, però només es va trobar un sac que contenia alguns trossos de metall rovellats i trencats, i algunes pedres o vidre de colors. Mai més es va saber de Rachel Howells.

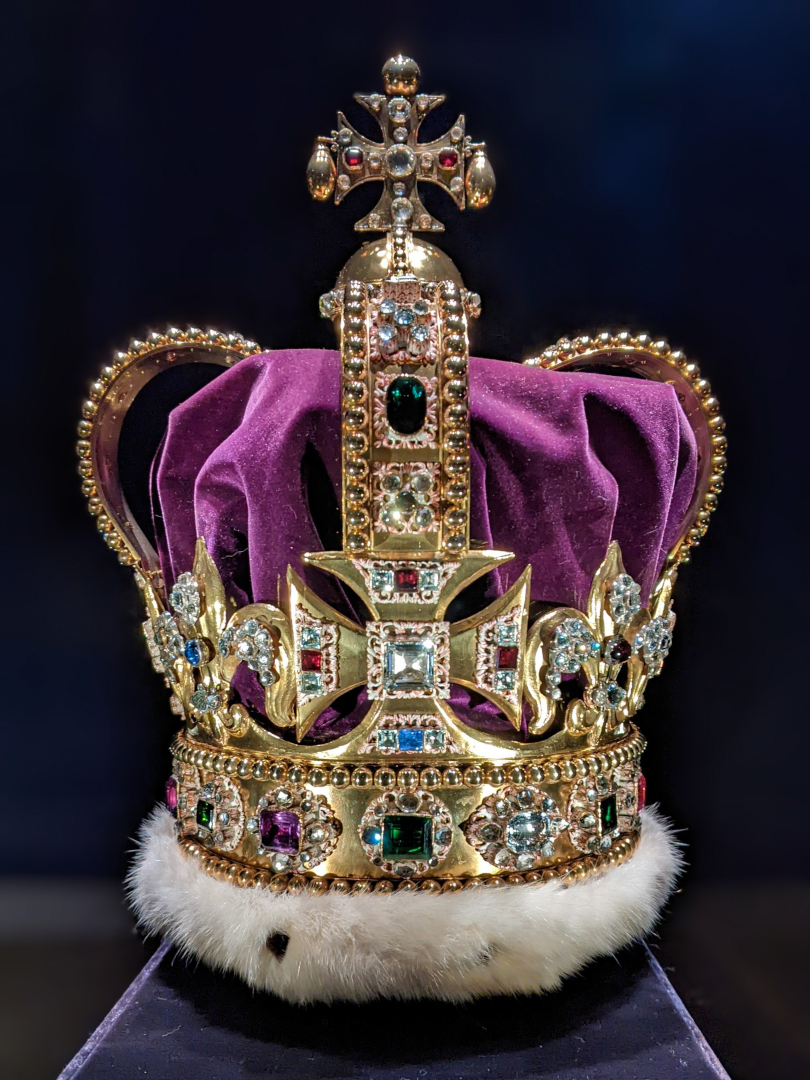
La corona estatal d'Enric VII d'Anglaterra.

Holmes va considerar el cas no com tres misteris, sinó com un sol. Considerava l'enigma del ritual. Va ser una tradició absurda i sense sentit per a Musgrave i, aparentment, per a tots els seus avantpassats que es remunta a més de dos segles enrere, però Holmes -i també Brunton, Holmes sospitava- ho veia com una cosa molt diferent. Ràpidament es va adonar que era un conjunt d'instruccions per trobar alguna cosa. Comprovant l'alçada de l'alzina, que encara era dempeus, i la posició de l'om, que ja havia desaparegut, Holmes va fer uns quants càlculs i va fer la ruta cap a allò que l'esperava, amb Musgrave ara seguint-lo impacient.
Va ser força instructiu per a Holmes que Brunton hagués preguntat recentment també sobre l'alçada de l'om vell, i que aparentment era bastant intel·ligent.

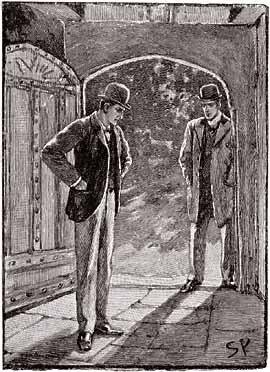
Holmes al lloc calculat, il·lustració de 1893 de Sidney Paget

Els dos homes es van trobar dins d'una porta, momentàniament decebuts, fins que es van adonar que hi havia l'última instrucció, "i tan avall". A sota d'on estaven, hi havia un celler, tan antic com la casa. En trobar-hi camí, van veure que el terra havia estat netejat per deixar al descobert una llosa de pedra amb un anell de ferro amb el silenciador de Brunton lligat. Holmes va pensar que era prudent portar la policia en aquest moment. Ell i un policia corpulent de Sussex van aconseguir aixecar la llosa del petit forat que cobria i, a dins, van trobar un cofre buit i podrit i Brunton, que feia diversos dies que estava mort. No hi havia marques sobre ell. Probablement s'havia ofegat .
Aleshores, Holmes va reunir-ho tot per al seu client més aviat commocionat. Brunton havia deduït el significat del ritual, almenys en la mesura que conduïa a alguna cosa valuosa. Havia determinat l'alçada de l'om preguntant al seu amo, havia seguit les instruccions, i després Holmes fins i tot havia trobat un forat a la gespa feta per Brunton, havia trobat l'amagatall a l'antic celler, però després havia trobat impossible aixecar ell mateix la llosa de pedra. Per tant, s'havia vist obligat a atraure algú més a la seva recerca del tresor. Havia escollit amb imprudència a Rachel Howells, que tenia bones raons per odiar-lo. Tots dos podrien haver aixecat la llosa, però haurien de suportar-la mentre Brunton baixava per buscar el tresor. Basat en la fugida i la desaparició sobtada de Rachel, Holmes es preguntava si ella havia tret els suports deliberadament i abandonat a Brunton per a que morís, o si la llosa havia caigut per si mateixa i fes que ella s'espantés.
Pel que fa a les relíquies trobades a la bossa recuperada del mer, Holmes les va examinar i va trobar que les peces metàl·liques eren or i les pedres eren gemmes. Creia que no era menys que la corona medieval de Sant Eduard del rei Carles I ("El seu qui s'ha anat"), que es conservava per al seu eventual successor: el seu fill, Carles II ("El que vindrà"), que no seria coronat fins 11 anys després de l'execució de Carles I. El ritual havia estat una guia per recuperar aquest símbol important, i Reginald confirma que un dels seus avantpassats, Sir Ralph Musgrave, era home del rei. Holmes va teoritzar que el titular original del ritual havia mort abans d'ensenyar al seu fill la seva importància. Així, durant més de 200 anys, s'havia convertit en res més que un costum pintoresc. Un últim gir de la trama és que els Musgraves poden conservar els fragments de la corona, tot i que el ritual deixa clar que només havien de mantenir la relíquia ″en confiança″, ja que de fet era propietat de la Corona.

## Historial de publicacions
La història es va publicar originalment a la revista Strand Magazine el maig de 1893, amb il·lustracions de Sidney Paget. Més tard va ser recollit a Les memòries de Sherlock Holmes. El text del ritual del Strand no especificava el mes en què s'havia de mesurar l'ombra de l'om (l'ombra seria més llarga a l'hivern i apuntaria en diferents direccions al llarg de l'any), però es va afegir un paret per a les Memòries que identificava el mes com el "sisè des del primer"".
"L'Aventura del Ritual dels Musgrave" també es va publicar als Estats Units a Harper's Weekly el 13 de maig de 1893, i a l'edició nord-americana de The Strand Magazine el juny de 1893. La història va ser publicada amb sis il·lustracions de Sidney Paget a The Strand Magazine i amb dues il·lustracions de WH Hyde a in Harper's Weekly. Va ser inclòs a Les memòries de Sherlock Holmes, que es va publicar el desembre de 1893 al Regne Unit i el febrer de 1894 als EUA.

## Adaptacions

### Cinema i televisió

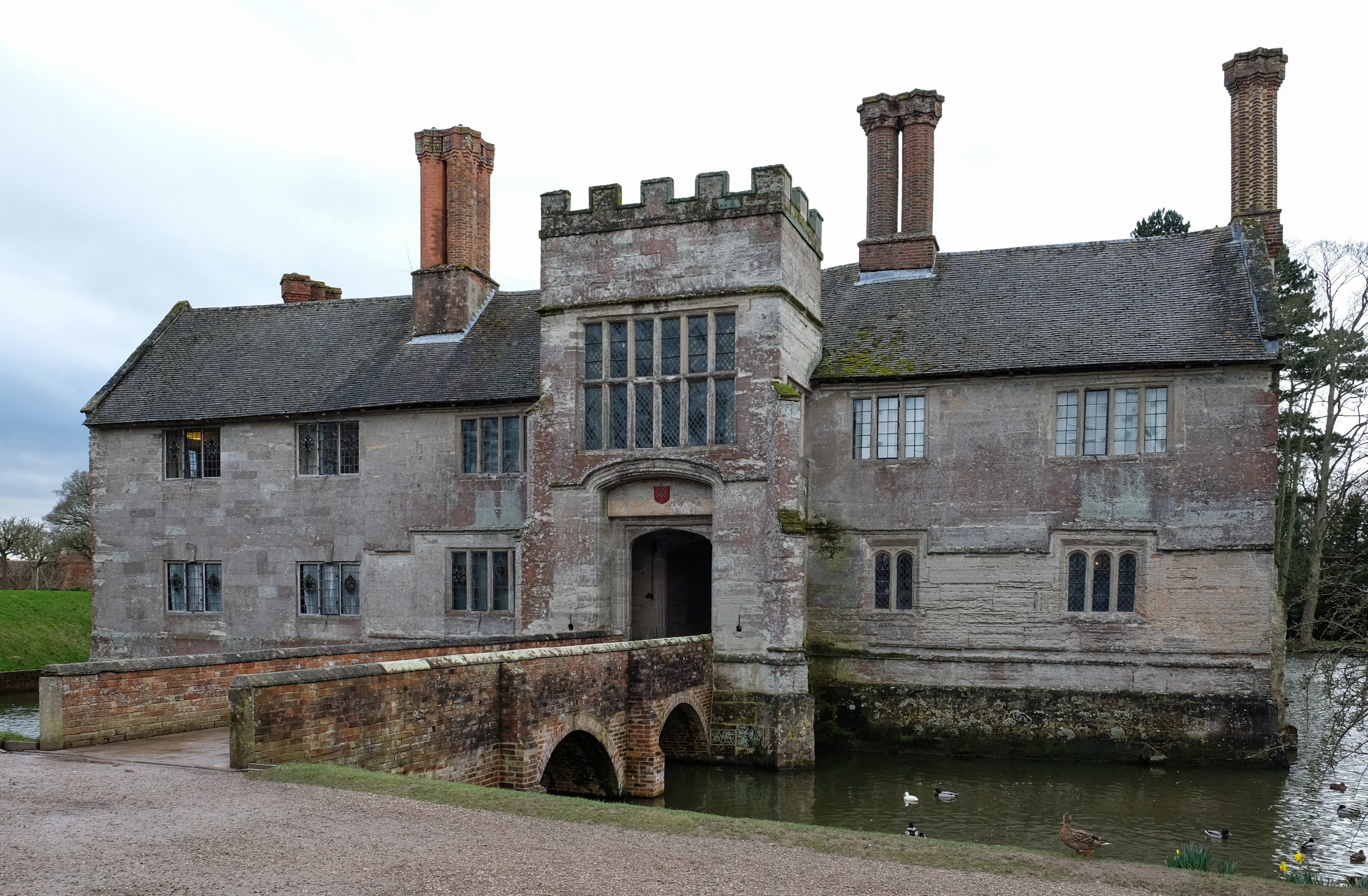
Baddesley Clinton

La història va ser adaptada per a la sèrie de pel·lícules franco-britàniques Éclair de 1912 com a curtmetratge mut.
També va ser adaptat com a curtmetratge com a part de la sèrie de pel·lícules Stoll. La pel·lícula es va estrenar el 1922.
La pel·lícula de 1943 Sherlock Holmes encara la mort, que forma part de la sèrie de pel·lícules Basil Rathbone/Nigel Bruce, va adaptar la història sense problemes, tot i que el ritual es va reescriure completament per representar una partida d'escacs jugada al terra de la mansió Musgrave. També el tresor és una concessió de terres que va ser donada als Musgraves per Enric VIII en lloc de la corona perduda de Carles I.
La història va ser adaptada per a la sèrie de la BBC de 1965 Sherlock Holmes amb Peter Cushing. Actualment l'episodi està perdut.
La història va ser adaptada per a un episodi de Sherlock Holmes, la sèrie de Granada Television protagonitzada per Jeremy Brett. L'episodi es va desviar de l'original en incloure Watson a l'aventura; la història fa un assentament amb el dispositiu d'enquadrament de l'original fent que Holmes, sense esperar el viatge, comenti que té la intenció d'organitzar alguns dels seus antics casos abans de conèixer Watson per mantenir-se ocupat. A més, la història presenta un roure real, que Holmes descriu com "un patriarca entre roures, un dels arbres més magnífics que he vist mai". En la versió cinematogràfica de Granada, però, Holmes utilitza una veleta en forma d'alzina enfilada al damunt de la mansió Musgrave per resoldre el misteriós ritual. Al final de l'episodi, es mostra que el cos de Rachel va ser trobat després d'haver surat des del riu. A més, la 12a línia del ritual s'adapta a l'escenari i s'ometen les 5a i 6a línies. Es va rodar a Baddesley Clinton Manor House prop de Birmingham, Regne Unit. Aquesta casa era la casa de Musgrave a l'episodi de televisió. A la història original, aquest va ser un dels primers casos de Holmes just després d'haver-se graduat a la universitat; a l'adaptació, la seqüència temporal es trasllada a quan Holmes s'havia associat amb Watson per resoldre misteris.
Un episodi de la sèrie de televisió animada Sherlock Holmes al segle XXII es va basar en la història. L'episodi, titulat "The Musgrave Ritual", es va emetre per primera vegada el 1999.
Els episodis 9 i 10 de la sèrie de televisió russa Sherlock Holmes, del 2013 es basen en la història, tot i que la història és força diferent, incloses algunes escenes d'acció i Brunton és de fet un membre venjador d'una família de rivals de Musgraves.
El ritual dels Musgrave s'adapta com a part de la història de l'episodi final de la quarta temporada de Sherlock, " The Final Problem"; de nens, la família Holmes vivia en una antiga casa anomenada Musgrave, però després que la germana de Sherlock i Mycroft, Eurus es va veure involucrada en la desaparició del gos/millor amic de Sherlock (Sherlock havia cregut durant anys que era un gos mentre va enterrar el record degut a l'escala del trauma mental), tot l'Eurus donaria com a pista una cançó estranya. Anys més tard, amb la vida de John Watson en joc quan es troba atrapat al mateix lloc on Eurus va deixar la seva primera víctima, Sherlock dedueix que la cançó es relaciona amb les dates inusuals de diverses làpides falses al voltant de la casa, el "codi" resultant el porta a l'antiga habitació d'Eurus per fer una crida emocional a la seva germana per salvar en John.

### Ràdio
Edith Meiser va adaptar la història com a episodi de la sèrie de ràdio nord-americana series The Adventures of Sherlock Holmes que es va emetre el 5 de gener de 1931, amb Richard Gordon com Sherlock Holmes i Leigh Lovell com el Dr. Watson.
La història va ser adaptada per a la sèrie de ràdio nord-americana The New Adventures of Sherlock Holmes amb Basil Rathbone com a Holmes i Nigel Bruce com a Watson. L'episodi es va emetre el 16 de juliol de 1943.
Una adaptació de ràdio del BBC Light Program de 1962 es va emetre com a part de la sèrie de ràdio 1952–1969 protagonitzada per Carleton Hobbs com Holmes i Norman Shelley com Watson.
Una adaptació es va emetre a la ràdio de la BBC el juny de 1978, protagonitzada per Barry Foster com Holmes i David Buck com Watson. Va ser adaptat per Michael Bakewell.
El ritual dels Musgrave va ser adaptat com a episodi de 1981 de la sèrie CBS Radio Mystery Theatre amb Gordon Gould com Sherlock Holmes i Court Benson com el Dr. Watson.
El ritual dels Musgrave va ser dramatitzat per Peter Mackie per a la BBC Radio 4 el 1992 com a part de la sèrie de ràdio 1989-1998 protagonitzada per Clive Merrison com Holmes i Michael Williams com Watson. Va comptar amb Robert Daws com Reginald Musgrave i Michael Kilgarriff com el sergent Harris.
Un episodi del 2014 de The Classic Adventures of Sherlock Holmes, una sèrie del programa de ràdio nord-americà Imagination Theatre, va ser adaptat de la història, amb John Patrick Lowrie com a Holmes i Lawrence Albert com a Watson. [.

### Teatre
T. S. Eliot va declarar que va adaptar part del Ritual a la seva obra de teatre de 1935 en vers Assassinat a la catedral com un homenatge deliberat.